# Горня-Брштаница
Горня-Брштаница (серб. Горња Брштаница / Gornja Brštanica) — село в общине Вишеград Республики Сербской Боснии и Герцеговины. Население составляет 32 человека по переписи 2013 года.

## География
Располагается к северо-западу от Вишеграда на левом берегу реки Дрины.